# Styrax ridleyanum
Styrax ridleyanum är en storaxväxtart som beskrevs av Janet Russell Perkins. Styrax ridleyanum ingår i släktet Styrax och familjen storaxväxter. Inga underarter finns listade i Catalogue of Life.